# Hemisus obscurus
"Hemisus" obscurus
Espèce
« Hemisus » obscurus est une espèce d'amphibiens de la famille des Microhylidae dont la position taxonomique est incertaine (Incertae sedis).

## Répartition
Cette espèce a été découverte sur l'île de Madagascar.

## Publication originale
- Grandidier, 1872 : Descriptions de quelques Reptiles nouveaux découverts à Madagascar en 1870. Annales des sciences naturelles-zoologie et biologie animale, sér. 5, vol. 15, p. 6-11 (texte intégral).